# Bertha Lamme Feicht
Bertha Lamme Feicht (16 dicembre 1869 – 20 novembre 1943) è stata un'ingegnere statunitense.
Nel 1893 divenne la prima donna a ricevere una laurea in ingegneria presso la Ohio State University. È considerata la prima donna americana a laurearsi in una disciplina principale dell'ingegneria diversa dall'ingegneria civile.

## Vita e formazione
Nacque Bertha Lamme nella fattoria della sua famiglia a Bethel Township vicino a Springfield, Ohio, il 16 dicembre 1869.
Dopo essersi diplomata alla Olive Branch High School nel 1889, seguì le orme di suo fratello, Benjamin G. Lamme, e quell'autunno si iscrisse all'Ohio State University.

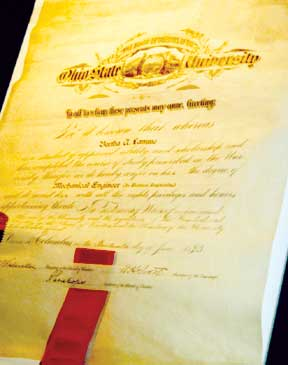
Diploma di Bertha Lamme Feicht dall'Ohio State

Si laureò nel 1893 in ingegneria meccanica con specializzazione in elettricità. La sua tesi era intitolata "An Analysis of Tests of a Westinghouse Railway Generator". Il giornale studentesco riferì che ci fu uno scoppio di applausi spontanei quando ricevette la laurea.

## Carriera
Fu assunta dall'azienda Westinghouse come prima donna ingegnere. Lavorò qui fino a quando sposò Russell S. Feicht, suo supervisore e collega alumnus dell'Ohio State, il 14 dicembre 1905.

## Vita privata
Ebbe una figlia, Florence, nata nel 1910, che poi divenne fisica presso il Bureau of Mines degli Stati Uniti.
Bertha Lamme Feicht morì a Pittsburgh il 20 novembre 1943 e fu sepolta nel cimitero di Homewood.
Suo marito Russell morì nell'aprile 1949.

## Eredità

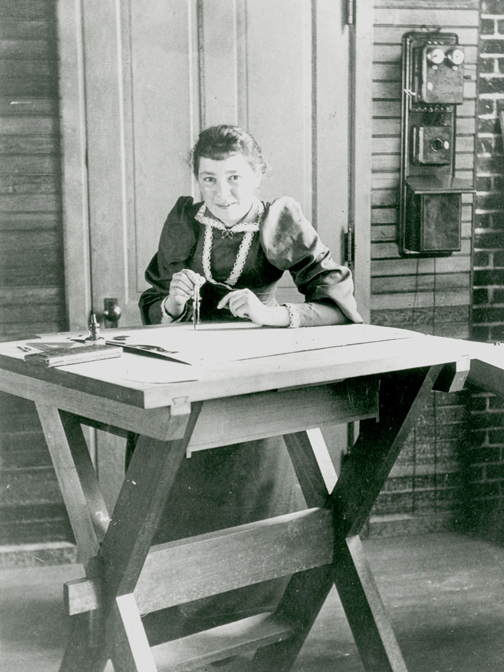
1892 Bertha Lamme al tavolo da disegno con compasso

Alcuni dei suoi effetti personali, tra cui il regolo calcolatore, la riga a T e il diploma, sono conservati nelle collezioni dell'Heinz History Center di Pittsburgh.
La Westinghouse Educational Foundation, in collaborazione con la Society of Women Engineers, ha stanziato una borsa di studio a lei intitolata nel 1973.